# 미야기 스타디움

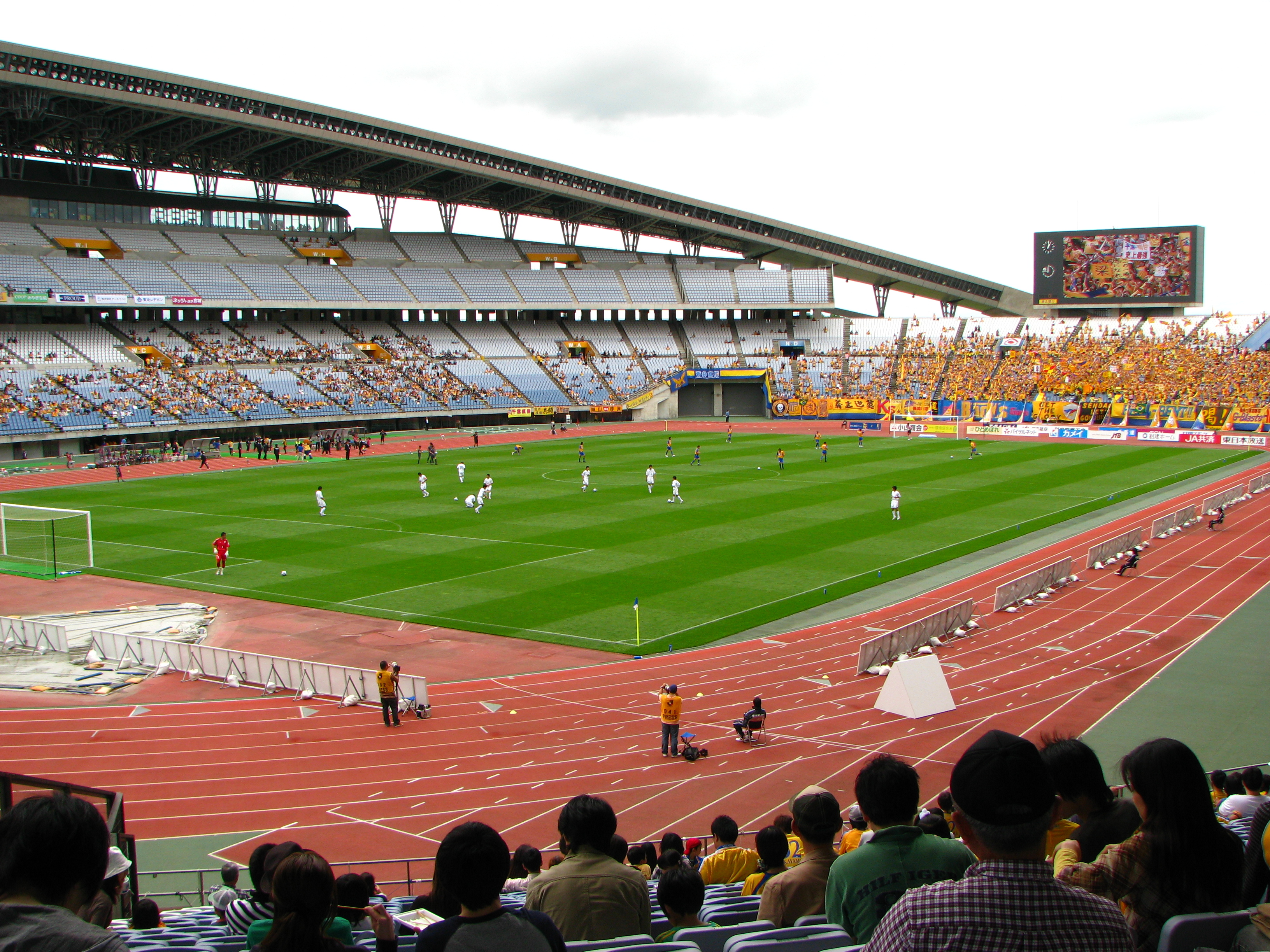
경기장 내부

미야기 스타디움(일본어: 宮城スタジアム 미야기 스타지아무[*])은 일본 미야기현 리후정에 있는 종합운동장으로, 49,133명을 수용할 수 있는 경기장이다.
2002년 FIFA 월드컵 경기장 중 하나로, 일본에서는 유일하게 시(市)급 이상의 지역에 설치되지 않은 경기장이다. 2020 도쿄 올림픽 축구 조별리그 경기도 개최했다.
센다이시 도심에서 북동쪽으로 미야기노구 경계를 넘어가 있는 리후정에 있다. 미야기현 종합운동공원 부지 내에 사업비 약 270억 엔을 들여 2000년 3월 31일에 완공한 미야기현 최대 육상 경기장 겸 구기 경기장으로, 수용 인원은 49,000여 명이다.
베갈타 센다이가 부정기적으로 이 경기장에서 홈 경기를 치른다.
디자인은 전국시대의 무장 다테 마사무네의 초승달 투구장식에서 따 왔다. 다만 너무 미적인 디자인에 경도되어 정작 경기 관람이라는 목적에는 그다지 부합하지 않는 편이라고.
경기장은 전국 농업 협동 조합 연합회 미야기현 본부(JA 전농 미야기)가 2014년 4월 1일부터 2017년 3월 31일까지의 3년간 연간 500만엔으로 명명권을 취득하기로 합의했다. 명칭은 히토메보레 스타디움 미야기(ひとめぼれスタジアム宮城)이다.
2002년 FIFA 월드컵 당시에는 조별리그 2경기와 16강전이 열렸다. 이 경기장에서 열린 2002년 FIFA 월드컵 16강전에서 일본이 튀르키예에 패해 월드컵을 마감했다.

## 기록

### 2002년 FIFA 월드컵
| 날짜            | 팀 1   | 스코어 | 팀 2       | 라운드       |
| --------------- | ------ | ------ | ---------- | ------------ |
| 2002년 6월 9일  | 멕시코 | 2 - 1  | 에콰도르   | G조 2차전    |
| 2002년 6월 12일 | 스웨덴 | 1 - 1  | 아르헨티나 | F조 3차전    |
| 2002년 6월 18일 | 일본   | 0 - 1  | 튀르키예   | 16강전 7경기 |

### 2020년 하계 올림픽 축구 남자
| 날짜            | 팀 1           | 스코어 | 팀 2         | 라운드 |
| --------------- | -------------- | ------ | ------------ | ------ |
| 2021년 7월 28일 | 오스트레일리아 | 0 - 2  | 이집트       | C조    |
| 2021년 7월 28일 | 독일           | 1 - 1  | 코트디부아르 | D조    |
| 2021년 7월 31일 | 스페인         | 5 - 2  | 코트디부아르 | 8강    |

## 같이 보기
- 센다이 스타디움
- 2002년 FIFA 월드컵
- 루이스 알베르토 수아레스